# HD 214240
HD 214240，又名BD+49 3903，SAO 52171、HR 8606，是一颗恒星，视星等为6.29，位于銀經101.79，銀緯-7.15，其B1900.0坐标为赤經22h 31m 44s，赤緯+49° -7.15′ 10″。